# Кубок виклику Азії 2016
Кубок виклику Азії 2016 (англ. 2016 IIHF Challenge Cup of Asia) — спортивне змагання з хокею із шайбою, 9-й Кубок виклику Азії, що проводився під егідою Міжнародної федерації хокею із шайбою (ІІХФ). Турнір відбувався з 12 по 18 березня 2016 року в ОАЕ.

## Топ-дивізіон

### Команди-учасниці
- Китайський Тайбей
- Об'єднані Арабські Емірати
- Монголія
- Таїланд
- Сінгапур

### Підсумкова таблиця та результати
| М | Збірна                     | І | В | ВО | ПО | П | Ш     | О  | 1    | 2   | 3    | 4   | 5    |
| - | -------------------------- | - | - | -- | -- | - | ----- | -- | ---- | --- | ---- | --- | ---- |
| 1 | Китайський Тайбей          | 4 | 4 | 0  | 0  | 0 | 46:6  | 12 |      | 6-1 | 18-2 | 8-1 | 14-2 |
| 2 | Об'єднані Арабські Емірати | 4 | 3 | 0  | 0  | 1 | 17:7  | 9  | 1-6  |     | 5-1  | 6-1 | 5-2  |
| 3 | Монголія                   | 4 | 2 | 0  | 0  | 2 | 21:26 | 6  | 2-18 | 1-5 |      | 7-3 | 11-0 |
| 4 | Таїланд                    | 4 | 1 | 0  | 0  | 3 | 12:22 | 3  | 1-8  | 1-6 | 3-7  |     | 7-1  |
| 5 | Сінгапур                   | 4 | 0 | 0  | 0  | 5 | 5:37  | 0  | 2-14 | 2-5 | 0-11 | 1-7 |      |

М — підсумкове місце, І — матчі, В — перемоги, ВО — перемога по булітах або у овертаймі, ПО — поразка по булітах або у овертаймі, П — поразки, Ш — закинуті та пропущені шайби, О — очки

## Дивізіон І
| М | Збірна     | І | В | ВО | ПО | П | ШЗ | ШП | +/– | О  |
| - | ---------- | - | - | -- | -- | - | -- | -- | --- | -- |
| 1 | Киргизстан | 4 | 4 | 0  | 0  | 0 | 37 | 7  | +30 | 12 |
| 2 | Малайзія   | 4 | 3 | 0  | 0  | 1 | 25 | 16 | +9  | 9  |
| 3 | Макао      | 4 | 1 | 1  | 0  | 2 | 13 | 21 | -8  | 5  |
| 4 | Катар      | 4 | 1 | 0  | 0  | 3 | 7  | 18 | −11 | 3  |
| 5 | Індія      | 4 | 0 | 0  | 1  | 3 | 14 | 34 | -20 | 1  |